# Cuenca (provincie)
Cuenca is een provincie van Spanje en maakt deel uit van de regio Castilië-La Mancha. De provincie heeft een oppervlakte van 17.141 km². De provincie telde 196.510 inwoners in 2021 verdeeld over 238 gemeenten.
Hoofdstad van de provincie is Cuenca.

## Bestuurlijke indeling
De provincie Cuenca bestaat uit 5 comarca's die op hun beurt uit gemeenten bestaan. De comarca's van Cuenca zijn:
- Alcarria Conquense
- La Mancha de Cuenca
- Manchuela Conquense
- Serranía Alta
- Serranía Media-Campichuelo y Serranía Baja

Zie voor de gemeenten in Cuenca de lijst van gemeenten in provincie Cuenca.

## Demografische ontwikkeling
Bron: INE
Opm: Bevolkingscijfers in duizendtallen
Albacete · Ciudad Real · Cuenca · Guadalajara · Toledo